# Фень, Александр Фёдорович
Александр Фёдорович Фень (укр.Олекса́ндр Фе́дорович Фе́нь, 1 декабря 1923, Бакаево— 21 декабря 2017, Минск) — советский военный, участник Великой Отечественной войны, танкист-ас, генерал-майор танковых войск СССР.

## Биография
Александр Фёдорович Фень родился 1 декабря 1923 года в селе Бакаево (современного Чернобаевского района Черкасской области) в семье украинских крестьян.
В 1942 году заканчивает 2-е Харьковское танковое училище (которое тогда находилось в эвакуации в Самарканде), в звании лейтенанта направлен в действующую армию. Свой первый бой принял, находясь в должности командира танка 84-й танковой бригады в боях за Сталинград. С марта 1943 и до конца войны служил в 31-й танковой бригаде 29-го танкового корпуса (5-я гвардейская танковая армия). Командир танкового взвода, заместитель начальника штаба, с января 1943 являлся начальником штаба 277-го танкового батальона.
Участвовал в Сталинградской битве (бои в городе, разгром Котельниковской контрударной группировки врага), в Курской дуге (Прохоровское встречное танковое сражение, освобождение Белгорода и Харькова), в боях на Правобережной Украине (Пятихатки, Кривой Рог, Кировоград, Корсунь-Шевченковская, Умань-Днестровская операции), в Белорусской стратегической наступательной операции «Багратион», освобождал столицу Белорусской ССР город Минск, освобождал Прибалтику, участвовал в уничтожении гитлеровской группировки в Восточной Пруссии, освобождал Польшу.
Войну закончил на берегу Балтийского моря в районе г. Гдыня в должности заместителя командира 2-го танкового батальона 31-й танковой бригады (капитан).
За время войны лично уничтожил 12 танков противника, 4 раза был ранен, дважды горел в танке.
После окончания войны продолжил службу в 31-м танковом полку, в 1946-м направлен на учёбу. В 1951 году с отличием окончил командный факультет Военной академии бронетанковых и механизированных войск.
Проходил службу в должности помощника начальника оперативного управления 3-й гвардейской танковой армии. В 1963 году направлен в Южной группы войск, начальник штаба 35-й мотострелковой дивизии.
В 1964 году с отличием окончил двухгодичный вечерний Университет марксизма-ленинизма. В 1968 году назначен командиром 11-й гвардейской мотострелковой дивизии (Забайкальский военный округ).
В 1969 году заканчивает курсы усовершенствования подготовки командиров дивизий при Военной академии им. Фрунзе. В 1970 году Александру Феню присваивается звание генерал-майора.
В 1973 году назначен заместителем командира 5-й гвардейской танковой армии (Белорусский военный округ), а в 1974 году направлен на прохождение службы в группу войск в ГДР, заместитель командира 2-й гвардейской танковой армии.
В 1979 году уволился с военной службы, переехал на постоянное место жительства в Минск. До развала СССР руководил партийной организацией КПБ при военном домоуправлении (ЖЭС — 13), избирался членом бюро КПБ Центрального района г. Минска.
С 2004 года — член Военно-научного общества при Центральном Доме офицеров, ведёт большую изыскательскую и научную работу, часто выступает с научными сообщениями и докладами о проведении операций в годы войны. Ведёт работу по героико-патриотическому воспитанию допризывной молодёжи и курсантов военных учебных заведений. Является автором многих публикаций по вопросам истории Великой Отечественной войны, книги «Освобождение Минска». В них на основании архивных документов описываются действия танковых соединений 5-й гв. танковой армии (3 гв. тк, 29 тк), 2-го и 1-го гв. танковых корпусов при овладении Минском во взаимодействии с общевойсковыми соединениями в период Белорусской стратегической наступательной операции «Багратион».
С 2012 г. — член Совета Военно-научного общества при Центральном Доме офицеров Вооружённых Сил Республики Беларусь.
Скончался 21 декабря 2017 года.

### Награды
Государственные награды Российской Федерации
- медаль Жукова

Государственные награды СССР
- орден Александра Невского (21.02.1945)[2];
- орден Отечественной войны I степени (06.04.1985)[3];
- орден Отечественной войны II степени (04.02.1944)[4];
- 3 ордена Красной Звезды (14.08.1943[5] , 1956, 1968);
- Орден «За службу Родине в Вооружённых Силах СССР» III степени (1975);
- медаль «За отвагу» (30.07.1943)[6];
- медаль «За боевые заслуги» (1951);
- медаль «За оборону Сталинграда»;
- медаль «За победу над Германией в Великой Отечественной войне 1941—1945 гг.»;
- медаль «За взятие Кёнигсберга»;
- другие медали.

Государственные награды Монгольской Народной Республики
- медаль «Дружба»[7];
- медаль «50 лет Монгольской Народной Армии» (15.03.1971)[8]

## Сочинения
- Фень А. Ф. Освобождение Минска: записки участника боев: [к 65-летию Великой Победы]. — Минск: Арти-Фекс, 2008. — 99 с. — 50 экз. — ISBN 978-985-6119-68-5.